# São Mateus (São Paulo)
Pour les articles homonymes, voir São Mateus.
São Mateus est un district situé dans la zone est de la municipalité brésilienne de São Paulo, à environ 20 km de la région centrale de la municipalité. Il a été créé par la loi de l'État n° 4.954 du 27/12/1985, après une demande soumise à l'Assemblée législative de São Paulo en 1984.
Il compte une population d'environ 220 000 habitants.

## Histoire
Lotissé à partir de 1948, ce n'est qu'à partir de 1956 qu'il connut son développement le plus accéléré, en raison du grand développement économique d'ABC Paulista et de la forte migration vers São Paulo (principalement des Mineiros, des Portugais, des Japonais, des habitants de l'intérieur de São Paulo et du Nord-Est).
Son commerce est principalement concentré sur l'une des principales artères de la région, avenue Matteo Bei.
Quartiers de São Mateus : Jardim São Cristóvão ; Jardim São José ; Cidade IV Centenário ; Conj. INOCOP Barreira Grande ; Jardim Itamarati ; Jardim Nove de Julho; Jardim Imperador ; Jardim Egle ; Jardim Itápolis ; Vila Santo Antônio ; Jardim Cinco de Julho ; Jardim Tietê ; Cidade São Mateus ; Parque do Jardim Sapopemba ; Jardim Colonial ; Jardim Santa Adélia ; Jardim Vera Cruz ; Jardim Três Marias ; Cidade Satélite Santa Bárbara ; Jardim Vila Carrão ; Parque São Lourenço ; Jardim Ricardo ; Jardim da Conquista.

## Demande d'émancipation
Le quartier a tenté de s'émanciper de la capitale et de se transformer en municipalité en 1990, mais sans succès.